# Joaquim Verdaguer Travessí
Joaquim o "Xim" Verdaguer Travessí (Palma, 6 de març de 1895 – 7 de març de 1966) va ser un escriptor mallorquí.

## Biografia
Fill de Magí Verdaguer i Callís, germà de Narcís Verdaguer i cosí del poeta Jacint Verdaguer, que va ser catedràtic de retòrica i poètica de l'Institut Balear de Palma i director honorari del centre. La seva mare era Isabel de Travessí i Guàrdia, neboda del doctor Josep Miquel i Guàrdia. Era germà de Màrius Verdaguer Travessí. Estudià a l'Institut amb la promoció que es titulà el 1912. Amplià estudis a l'Escola Superior de Comerç de Palma i s'especialitzà en el coneixement d'idiomes (anglès, alemany i francès). Tenia també nocions d'esperant, sànscrit, rus i àrab. Treballà com a professor d'anglès a l'Institut Ramon Llull (1938- ap.1963) i a l'Escola Nàutica. Ensenyà anglès i alemany a l'Escola Superior de Comerç de Palma. Ocupà el càrrec de cònsol de l'Equador a les Illes Balears. Va fer traduccions jurades de l'anglès, francès i alemany per als Jutjats de Palma. Treballà com a oficial major del Col·legi de Metges. Publicà col·laboracions a La Almudaina, La Nostra Terra i L'Almanac de les Lletres.
Residí al carrer de la Cadena (Palma), i li agradava prendre el cafè a la cafeteria Fígaro, del Passeig del Born, on se'l trobava sempre disposat a fer anar la conversa. Va fer part de les tertúlies literàries de la Casa del Libro del Passeig del Born. Morí a Palma als 71 anys. Des del 1997 un carrer de s'Arenal (Palma) duu el seu nom. El novel·lista i amic seu Albert Thelen Vigoleis el convertí en un dels personatges de la novel·la "Die insel des Zweiten Gesichts" (L'illa de la segona cara) (1953).

## Significació
Li agradava tractar temes des de la ironia, l'escepticisme i el relativisme. Criticà l'esnobisme, les avantguardes, les grans construccions ideològiques, els experts en matèries poc rellevants, la literatura artificiosa, l'alta costura i els avanços aparents (poc convincents i poc útils). Defensà la imaginació i l'absurd com a mitjans per afrontar els límits del racionalisme. Es declarà lector de Kipling, Conan Doyle, Chesterton, Dickens i Andersen. Es manifestà contra la pena de mort, la guerra i la censura. Es posicionà a favor de la llibertat d'expressió. Defensa les reivindicacions de Gandhi i es declarà anticomunista fervorós. Tractà amb ironia el feixisme, el tradicionalisme religiós, el bel·licisme, les utopies i defensà l'esperit de concòrdia. Com a professor de l'Institut, on coincidí amb professors com Joan Capó, Bartomeu Bosch, Catalina Pellicer i Josep Font, deixà als seus alumnes un exemple de tolerància, comprensió i d'una saviesa, lúdica i escèptica, basada en el respecte a la divergència i a la diferència i el seu rebuig permanent de l'ús de la violència verbal.

## Obra
Col·laborà amb el diari Baleares, La Estafeta Literaria i la revista Cort. Publicà en castellà i en català. Com a escriptor publicà "El arte de fumar en pipa" (1931), traduïda a diversos idiomes, "El castillo de Bellver" (1951), "El eco del castillo. El avaro" (1953), "Guia del Castell de Bellver" (1951), la biografia del doctor Josep Miquel Guàrdia "Un menorquí indòmit" (1958), "Alma mater (Primeros cincuenta años de la Escuela Profesional de Comercio de Palma de Mallorca" (1958), "Andraitx, la villa de los 'chefs'" (1959) i "Dues històries ferestes" (1950), amb il·lustracions de Pere Quetgles "Xam".